# Laurentius Öhlin
Laurentius Öhlin, född 22 januari 1811 i Östuna socken, Uppsala län, död 10 juli 1879 i Odensala församling, Stockholms län, var en svensk kronolänsman och riksdagspolitiker.
Öhlin var kronolänsman i Ärlinghundra härad men fick expeditionskronofogdes namn. Han var även ledamot av riksdagens andra kammare för Stockholms läns västra domsagas valkrets 1867–1875.